# 莱卡镇区
莱卡镇区是缅甸掸邦莱林县下辖的一个镇区，治所位于莱卡。